# 今田・東野の血が騒ぐ
『今田・東野の血が騒ぐ』（いまだひがしののちがさわぐ）は、1993年4月5日から同年9月27日まで中部日本放送（CBC）で放送されたバラエティ番組。放送時間は毎週月曜 23:58 - 24:53 (JST) 。

## 概要
街歩きロケとバラエティ企画を主軸にしていた『正解るんです』の後継番組であるが、この番組は名古屋吉本の若手芸人たちを育成することを主眼に企画・制作された。この番組にも引き続き今田耕司と東野幸治がレギュラーで出演し、構成も同様にかわら長介が担当していた。
当初は「視聴者の夢を叶える」という触れ込みで放送されていたが、回が進むうちにその色合いは薄れ、今田と東野が（時にチーム対抗戦で）様々なゲームで対決したり、ドラマに挑戦したりする番組へと変化していった。この番組の終了後、2人はしばらくCBCテレビでレギュラー番組を持っていなかったが、それから約3年半後にスタートした『名古屋が最高!』で再びレギュラーに起用された。

## 出演者

### メイン出演者
- 今田耕司
- 東野幸治

### 若手芸人
- 今津昌之（今津・高木）
- 高木和貴（今津・高木）
- 新野ひろし（BS1）
- ボビー宇野（BS1）
- 沢信之（タックイン）
- 三根孝彦（タックイン）
- チャッピー
- 山田ゆうみ
- ほか

## スタッフ
- 構成 - かわら長介、木村和彦
- ディレクター - 服部恒明（中部日本放送）、高木昭浩（名古屋ウエルカム）、岩川弘男（名古屋ウエルカム）
- プロデューサー - 羽雁彰（中部日本放送）、新田敦生（吉本興業）
- 協力 - 名古屋ウエルカム
- 制作協力 - 吉本興業名古屋事務所
- 製作著作 - 中部日本放送

## エンディングテーマ
- ぶさいくロックンロール（今田耕司・東野幸治）

| 中部日本放送 月曜23:58枠       | 中部日本放送 月曜23:58枠                       | 中部日本放送 月曜23:58枠                                                    |
| 前番組                         | 番組名                                         | 次番組                                                                      |
| ------------------------------ | ---------------------------------------------- | --------------------------------------------------------------------------- |
| 正解るんです （23:58 - 24:53） | 今田・東野の血が騒ぐ （1993年4月 - 1993年9月） | 筑紫哲也 NEWS23 （23:00 - 24:30） ARIGA-10 / けいりん情報 （24:30 - 24:55） |